# Liesbeth Mouha
Liesbeth Mouha (Tongeren, 7 januari 1983) is een Belgisch voormalig volleybalster.

## Levensloop
Mouha was actief bij Eburon Tongeren. Als speelster van deze club werd ze in 2004 verkozen tot Speelster van het Jaar. Ook werd ze met deze club driemaal landskampioen (2002, 2003 en 2004) en won ze even vaak de Beker van België (2000, 2003 en 2004). Ook won ze met Tongeren tweemaal de Supercup (1998 & 2003). Vervolgens kwam ze uit voor de Italiaanse clubs Metodo Vicenza en Arzano Volley en het Spaanse Club 15-15 uit Palma de Mallorca. In 2006 ging ze aan de slag bij Asterix Kieldrecht. Met Asterix won ze in 2006-'07 de Beker van Belgie en de Supercup.
Hierna legde ze zich toe op het beachvolleybal. Van 2006 tot augustus 2010 vormde ze een duo met Liesbet Van Breedam. Samen namen zij deel aan de Olympische Spelen van 2008 te Peking en behaalden er een verdienstelijke 9de plaats. Sinds januari 2011 vormt zij beachvolleybalduo met Katrien Gielen.
In 2018 sloot ze opnieuw aan bij Datovoc Tongeren.
Mouha heeft een diploma psychologie aan de Universiteit Maastricht behaald.

## Palmares beachvolleybal
- 8x Belgisch Kampioen
- 1x bekerwinnaar
- 13e plaats EK 2006 samen met Liesbet Van Breedam
- 5e plaats EK 2008 samen met Liesbet Van Breedam
- 4e plaats EK 2009 samen met Liesbet Van Breedam
- Challenger Cyprus 2006 samen met Liesbet Van Breedam
- 9e plaats OS 2008 samen met Liesbet Van Breedam
- English Masters 2009 samen met Liesbet Van Breedam
- 9e plaats WK 2009 samen met Liesbeth Van Breedam
- 17e plaats WK 2011 samen met Katrien Gielen
- 5e plaats Grand Slam in Moskou (FIVB 2011) samen met Katrien Gielen
- 5e plaats EK 2011 samen met Katrien Gielen